# Sherife Kurti
Sherife Mezini Kurti (ur. 20 marca 1935 w Gjirokastrze, zm. 25 października 2006 w Bergamo) – albańska ekonomistka.

## Życiorys
Ojciec Sherife, Latif Mezini był pracownikiem poczty. Ze względu na jego pracę rodzina przenosiła się do różnych miast w Albanii, mieszkała m.in. w Szkodrze, Beracie i Delvinie. W 1942 roku rodzina przeniosła się do Tirany, gdzie Latif Mezini rozpoczął pracę jako generalny inspektor albańskiej poczty.
Sherife Kurti ukończyła studia ekonomiczne na Uniwersytecie Tirańskim i pracowała w Banku Albanii. Następnie pracowała przez kilka lat jako główna planistka Państwowego Przedsiębiorstwa Handlowego w ie.
Była nauczycielką planowania i rachunkowości w otwartej w 1971 roku Wyższej Szkoły Ekonomicznej w Elbasanie.
W 1990 roku przeszła na emeryturę.
Na początku 2006 roku przeniosła się z rodziną do Włoch, gdzie w październiku tego roku zmarła i została pochowana w Bergamo.

## Życie prywatne
W 1965 roku poślubiła Hasana Kurtiego, z którym miała trzy córki, między innymi Irmę.